# Centaurea isiliae
Centaurea isiliae — вид квіткових рослин айстрових (Asteraceae). Ендемік Туреччини.